# Herbert Plank
Herbert Plank (* 3. September 1954 in Sterzing) ist ein ehemaliger Südtiroler/italienischer Skirennläufer. Nach Zeno Colò und bis zur Ära des Kristian Ghedina galt der Südtiroler als der erfolgreichste Abfahrer Italiens. Unter anderem konnte er im Dezember 1977 als erster Südtiroler/Italiener die Abfahrt auf der Saslong in Gröden gewinnen.

## Karriere
Der Südtiroler Plank gewann 1972 bei den erstmals ausgetragenen Junioreneuropameisterschaften die Goldmedaille in der Abfahrt. Danach wurde er zu einem der wenigen Fahrer, der in den Weltcupabfahrten dem dominierenden österreichischen Team um Franz Klammer, den "Crazy Canucks" und den Schweizern Bernhard Russi und Roland Collombin Paroli bieten konnte. Zwischen 1973 und 1980 feierte er fünf Siege. Insgesamt konnte Plank sich 46-mal unter den besten Zehn platzieren, fast ausnahmslos bei Abfahrtsläufen. In den technischen Disziplinen ging er nur sporadisch an den Start.

Bei seinem ersten Sieg (10. Dezember 1973 in Val-d’Isère) hatte er sogar als „Geheimtip“ (damalige Schreibweise) gegolten, obwohl er in der vorhergegangenen Saison nur einmal als Achter in die Punkteränge gekommen war (danach hatte ihn ein schwerer Sturz praktisch bis Saisonende aus dem Rennen geworfen); Plank wurde damit der jüngste Sieger einer Herren-Weltcupabfahrt (was er auch noch bis dato, 22. März 2017, ist).
Der größte Erfolg seiner Karriere gelang ihm 1976 bei den Olympischen Winterspielen in Innsbruck. Im Abfahrtslauf am Patscherkofel errang er hinter seinen Dauerrivalen Franz Klammer und Bernhard Russi die Bronzemedaille. Vier Jahre später bei den Winterspielen von Lake Placid kam er noch einmal auf den sechsten Platz.
Nach der Saison 1980/81 erklärte Plank seinen Rücktritt vom aktiven Skisport. Sein Sohn Andy ist ebenfalls Skirennläufer und Juniorenweltmeister 2009 in der Abfahrt.

## Erfolge

### Olympische Winterspiele
- Innsbruck 1976: 3. Abfahrt
- Lake Placid 1980: 6. Abfahrt

### Weltcup
- 2. Platz in der Abfahrtswertung 1975/76
- 3. Platz in der Abfahrtswertung 1973/74, 1974/75, 1977/78, 1979/80
- Insgesamt 16 Podestplätze, davon 5 Siege:

| Datum             | Ort               | Land       | Disziplin |
| ----------------- | ----------------- | ---------- | --------- |
| 10. Dezember 1973 | Val-d’Isère       | Frankreich | Abfahrt   |
| 9. Januar 1976    | Wengen            | Schweiz    | Abfahrt   |
| 18. Dezember 1977 | Gröden            | Italien    | Abfahrt   |
| 22. Dezember 1977 | Cortina d’Ampezzo | Italien    | Abfahrt   |
| 4. März 1980      | Lake Louise       | Kanada     | Abfahrt   |

### Junioreneuropameisterschaften
- Madonna di Campiglio 1972: 1. Abfahrt

### Italienische Meisterschaften
Plank gewann insgesamt sieben italienische Meistertitel:
- Abfahrt (5): 1975, 1977, 1979, 1980, 1981
- Kombination (2): 1975, 1979